# Dasyhelea similaris
Dasyhelea similaris är en tvåvingeart som beskrevs av Remm 1972. Dasyhelea similaris ingår i släktet Dasyhelea och familjen svidknott. Inga underarter finns listade i Catalogue of Life.